# Chêne-Pâquier
Chêne-Pâquier – miejscowość i gmina (commune) w zachodniej Szwajcarii, w kantonie Vaud, w okręgu (district) Jura-Nord vaudois.  

## Demografia
W Chêne-Pâquier mieszkają 162 osoby. W 2021 roku 14,2% populacji gminy stanowiły osoby urodzone poza Szwajcarią.